# Історія Сьєрра-Леоне

Розташування Сьєрра-Леоне

Сьє́рра-Лео́не розташована на західному узбережжі Африки.

## Давні часи
Перші португальські мореплавці відкрили півострів ще в 1462. Вони назвали його «Сьєрра-Леоне», що в перекладі з іспанської означає «Левові гори». Ця назва згодом поширилася на всю територію країни.

## Колонізація
1788 — утворення колонії. У цей час місцевий вождь Ньямба́на віддав частину території, що належала йому, капітанові англійського королівського флоту Джон Тейлор|Джо́ну Те́йлору, який діяв від імені «общини вільних поселенців, їх нащадків і спадкоємців, які нещодавно прибули з Англії і перебувають під захистом уряду Великої Британії». До общини входило 400 незаможних чорношкірих і 60 жінок з Англії, які оселились тут роком раніше. Чорношкірими поселенцями були звільнені раби, які воювали на боці англійців під час американської революції, і раби-втікачі, які знайшли притулок у Великій Британії. Поселення отримало назву Фрітаун («місто вільних»).
1791 — «Компанія Сьєрра-Леоне» під керівництвом Генрі Торнтона, якому допомогли Ґренвіль Шарп та Вільям Вілберфорс, заснувала нове поселення неподалік від першого, оскільки місце його розташування було вибране невдало. У 1792 р. з Нової Шотландії прибула група звільнених рабів чисельністю 1100 осіб. У 1800 р. до них приєднались раби-втікачі з Ямайки.
1807 — Велика Британія заборонила работоргівлю і звільнення рабів з захоплених торговельних суден, які і досі перевозили «чорний товар», тому чисельність поселенців значно зросла. Поступово майже всю територію півострова Сьєрра-Леоне було викуплено у місцевих правителів — короля Тома і короля Фаріми.
1808 — Поселення оголошено колонією британської корони.

## Колонія Великої Британії
1825 — Площа колонії збільшилася насамперед за рахунок приєднання всього району Шербро.
1896 — Велика Британія проголосила внутрішні райони Сьєрра-Леоне своїм протекторатом.
1898 — Введення новою англійською адміністрацією податку на житло спровокувало повстання народів темне і менде. Після цього в протектораті створено управління громадянської адміністрації і поновили роботу місіонерські товариства. Найбільшу активність виявляло Церковне місіонерське товариство, яке поширювало свій вплив на внутрішні райони з центрів, що виникли на узбережжі ще на початку XIX століття.

## Здобуття незалежності
Хоча політичні традиції креольського населення колонії беруть початок ще з перших років 19 століття, національна політика сформувалася лише в 1950-ті роки. Основні питання: побоювання креолів, пов'язані з тим, що найчисельніше населення протекторату може зайняти панівне становище в житті Сьєрра-Леоне, і боротьба проти англійського колоніального панування.
1960 рік. У Лондоні відбулася конференція за участі представників уряду Великої Британії і всіх політичних партій Сьєрра-Леоне. Було досягнуто угоди про проведення ряду конституційних реформ.
27 квітня 1961 року. Відбулося проголошення незалежності Сьєрра-Леоне. У цей час законодавча і виконавча влада в країні перебувала в руках парламенту і кабінету міністрів, а номінальним главою держави вважався британський монарх, представлений генерал-губернатором.

## Після 1961
1962 — Мі́лтон Марґа́ї (який у 1951 р. на території протекторату створив Народну партію Сьєрра-Леоне /НПСЛ/) здобув перемогу на перших виборах у незалежному Сьєрра-Леоне і був при владі до самої смерті в 1964 році. До коаліційного уряду увійшов і його брат Альберт Маргаї, який змінив М. Маргаї на посаді прем'єр-міністра і одночасно очолив НПСЛ. Ця партія представляла інтереси народу менде, консервативних вождів і процвітаючих торговців. Головною опозиційною силою був Всенародний конгрес (ВК) на чолі з Сіа́кою Сті́венсом. ВК користувався підтримкою серед населення північних областей Сьєрра-Леоне, в першу чергу народів темне і лімба, а також дрібних торговців і найманих робітників у різних частинах країни.
1967 — Перемогу на загальних виборах здобув Всенародний конгрес (ВК), його лідер Сіака Стівенс змінив Маргаї на посаді прем'єр-міністра. С. Стівенсу було запропоновано сформувати уряд, але під час воєнного перевороту 21 березня 1967 року владу захопили прибічники А. Маргаї. 23 березня відбувся новий воєнний переворот, який здійснила інша група офіцерів. Для управління країною було створено Раду національного перетворення (РНП).
У квітні 1968 р. група молодших офіцерів скинула РНП і поновила в країні громадянське правління. Спочатку С. Стівенс сформував коаліційний уряд, але поступово вивів із його складу всіх представників НПСЛ. Уряд Стівенса не зміг домогтися політичної стабілізації. У 1968—1970 р. р. на території Сьєрра-Леоне було введено надзвичайний стан, а в 1971 році, коли було здійснено спробу чергового воєнного перевороту, С. Стівенс змушений був звернутися за допомогою до уряду Гвінеї. Частини гвінейської армії знаходилися в Сьєрра-Леоне протягом двох років.
1971 — Після внесення поправок у Конституцію Сьєрра-Леоне було проголошено республікою, де виконавчу владу покладено на президента.
1973 — Кандидати НПСЛ були відсторонені від участі у загальних виборах.
1977 — Масові демонстрації змусили уряд провести позачергові вибори, НПСЛ отримала ряд місць у парламенті.
1978 — Було ухвалено нову Конституцію, якою передбачалося встановлення однопартійного правління. Ця Конституція отримала схвалення більшості парламентаріїв і населення країни на проведеному у терміновому порядку загальнонаціональному референдумі. С.Стівенса було переобрано президентом на семирічний термін.
1985 — С.Стівенс, якому виповнився 81 рік, подав у відставку і передав президентську владу 41-річному генерал-майору Джо́зефу Саї́ду Мо́мо. Його призначення у цьому ж році було схвалене парламентом.
1986 — Відбулися загальні парламентські вибори за однопартійною системою.
1991 — Відбувся всенародний референдум, на якому було вирішено повернутися до багатопартійної системи.
1992 рік. В результаті воєнного перевороту до влади прийшла Національна тимчасова керівна рада (НТКР). Було розпущено парламент і заборонено діяльність партій, а президента Джозефа Саїда Момо усунуто від влади. Головою НТПР і главою держави став капітан Валенти́н Ме́лвін Стра́ссер. НТПР заявила про готовність відновити в країні багатопартійну систему.
16 січня 1996 року стався воєнний переворот, у результаті якого до влади прийшов генерал Джу́ліус Маа́да Бі́о. Главу держави Валентина Мелвіна Страссера усунуто.
31 березня 1996 року військові передали владу президенту Ахма́ду Теджа́ну Кабба́, якого було обрано в лютому-березні 1996 року терміном на 5 років. 26-27 лютого 1996 року відбулися парламентські вибори в один тур за принципом пропорційного представництва.
25 травня 1997 року в результаті державного перевороту скинуто президента Ахмада Теджана Кабба. До влади прийшов майор Джо́нні Пол Коро́ма. Він проголосив себе главою держави і головою Революційної ради збройних сил, яка була найвищим органом державної влади. Було призупинено дію конституційних актів, розпущено парламент, заборонено діяльність політичних партій.
1998 — на початку року на розвиток подій вплинула Група контролю з припинення вогню Економічного співтовариства держав Західної Африки. Сили з підтримання миру, які складалися переважно з нігерійців, усунули Корому від влади і витіснили його прибічників із столиці. Кабба, який повернувся з вигнання, зайняв президентське крісло.
16 січня 1999 — Об'єднаний революційний фронт (ОРФ), який вів повстанську війну проти влади і контролював частину території країни, захопив східну частину столиці.
20 січня 1999 — розташовані в Сьєрра-Леоне миротворчі сили західноафриканських країн звільнили Фріта́ун.
18 травня 1999 — президент Ахмад Теджан Кабба і лідер ОРФ Фоде́ Санко́ підписали угоду про припинення вогню з 24 травня 1999 року. ОРФ порушив мирну угоду, і 22 жовтня 1999 року Рада Безпеки ООН санкціонувала розгортання в країні військового контингенту для роззброєння повстанської організації.
18 січня 2002 — відбулася церемонія спалення зброї на честь офіційного закінчення процесу роззброєння і громадянської війни, що тривала упродовж останніх 10 років. Президент Сьєрра-Леоне Ахмад Теджан Кабба і президент Гани Джон Кофі Агьєку́м Куфуо́р розпалили вогнище, щоб переплавити майже 3000 гвинтівок і автоматів. Лідер Об'єднаного революційного фронту (ОРФ) Ісса́ Сесса́й також привітав цю подію, визнавши, що вона покладе край періоду насилля і руйнувань.
11 серпня 2007 — пройшли нові вибори, які були названі споглядачами вільними і справедливими.
У 2014 році країна постраждала від епідемії вірусу Ебола.
Проте, країна досі залишається однією з найбідніших у світі.